# Península de Machangulo
La península de Machangulo está situada en la región sudoeste de Mozambique. Su costa oriental, bañada por las aguas del océano Índico, supera los 20 kilómetros de extensión, con playas de arena fina y dunas compuestas de calcarenitas.  La costa occidental, forma parte de la bahía de Maputo.
En el extremo norte, separada por el canal de Santa María, se encuentra la isla de la Inhaca, continuación geológica de la península.
El área total de Machangulo, supera las 10 000 hectáreas y limita, en el sur, con la Reserva natural de Maputo, anteriormente conocida como Reserva de elefantes de Maputo.

## Hidrografía
La península posee doce lagos, algunos de los cuales tienen origen fluvial. En otros casos, se trata de antiguas formaciones de características similares al tipo lagoon.